# Amine Bencherif
Mohamed Amine Bencherif (en arabe : محمد امين بن شريف) né le 28 janvier 2000 à Lyon, est un joueur de futsal international algérien évoluant à La Cuatro Futsal.

## Biographie

### Carrière en club
Ancien joueur de football classique formé à l'Olympique de Vaulx-en-Velin, Amine Bencherif fait ses débuts dans le  futsal au Vaulx-en-Velin Futsal avec qui il reste jusqu'en 2018.
Il poursuit sa formation dans la discipline en rejoignant le Futsal Saône Mont d'Or qui fusionne en 2020 avec MDA futsal pour donner naissance au GOAL FC.
Bencherif remporte le championnat régional futsal Auvergne-Rhône-Alpes de la saison 2021-2022. Le club de la Saône parvient par la suite à monter en D2 futsal après s'être imposé en barrages sur les Minots de Marseille (1er tour) puis l'Association nantaise (2ème tour).
GOAL avec à ses rangs Bencherif évoluent alors en D2 la saison qui suit et parviennent à monter en D1 en terminant premiers de la poule B à égalité de points avec Ajaccio. GOAL devançant le club ajaccien à la différence de buts particulière.

#### Découverte de la D1 futsal
Le 2 septembre 2023, Amine Bencherif entre en jeu contre Toulon Élite Futsal et fait ses premiers pas dans l'élite du futsal français. Par la même occasion, il inscrit son premier en D1 mais son équipe s'incline à domicile sur le score de 6 buts à 3. Il inscrit ses 2e et 3e buts de la saison respectivement contre le Futsal Club béthunois le 23 septembre 2023 et face au FC Kingersheim le 30 septembre 2023.
La journée qui suit, GOAL remporte son premier match de la saison et signe son premier succès de l'histoire dans le championnat D1, face à l'UJS Toulouse sur le score de 2 buts à 1. Amine inscrit un des deux buts. La journée suivante, GOAL est tenue en échec par Paris ACASA futsal (5-5) avec une réalisation d'Amine. Il est de nouveau buteur le 4 novembre 2023 sur le parquet du Sporting Club de Paris où GOAL s'impose sur le score de 5 à 2. Le 11 novembre 2023 il contribue à la large victoire de GOAL (5-1) avec un but face au Nantes Métropole.
Il inscrit son 8e but de la saison en enfilant le maillot du power-play face à Hérouville Futsal sur le terrain de ce dernier. Mais son équipe s'incline lourdement (7-2) et il écope d'un carton rouge à la suite de deux jaunes. Il est également buteur malheureux le 24 février 2024 en déplacement chez le Paris Acasa où GOAL est défait sur le score de 7-2. Il marque son 10e but de la saison, la journée qui suit à domicile contre le Sporting Paris (victoire, 6-2). 
Le 30 mars 2024 il inscrit un des buts qui permet à GOAL de décrocher le match nul face au leader, l'Etoile Lavalloise (4-4). GOAL étant la seule équipe à avoir tenu en échec deux fois durant cette saison le club lavallois. Lors de la réception d'Hérouville Futsal le 27 avril 2024, GOAL s'incline sur le score de 4 buts à 2 et il marque un des buts de la partie en transformant un pénalty, son 12e but de la saison en D1. Et puis, lors de la dernière journée le 11 mai 2024, GOAL se déplace à Toulon mais s'incline lourdement (7-2). Amine Bencherif est l'auteur d'un des buts rhodanien. 
Ainsi GOAL parvient à se maintenir dans l'élite en terminant à la 9ème place au classement. Amine Bencherif boucle cette première saison en D1 en ayant pris part à 17 matchs de championnat pour 13 buts marqués. Toutefois, malgré le maintien, Bencherif quitte le club après six saisons passées avec ce dernier.

#### Retour au FC Vaulx (2024-2025)
Après plusieurs saisons du côté de GOAL avec lequel il acquiert de l'expérience dans le haut niveau, Amine Bencherif s'engage avec FC Vaulx-en-Velin qui évolue dans l'élite régionale Auvergne-Rhône-Alpes. Il dispute son premier match le 15 septembre 2024 face à l'ALF futsal contre qui il inscrit un triplé (victoire, 10-3).
Durant cette saison au club vaudais, il prend part à 19 rencontres de championnat pour 29 buts marqués.

#### Avec La Cuatro Futsal (depuis 2025)
Après plusieurs saisons dans le Rhône, Amine Bencherif quitte sa région natale et s'engage à La Cuatro Futsal qui évolue dans le championnat Régiona 1 de Paris-Île-de-France.

### Carrière internationale

#### France -21 ans
Amine Bencherif reçoit une première convocation en équipe de France futsal -21 ans pour un stage de détection à Clairefontaine en septembre 2019.
Il honore sa première sélection en novembre 2019 face à la Lituanie contre qui la France s'impose deux fois (7-1 puis 8-3).
Ses bonnes performances font qu'il est retenu pour une double confrontation contre la Tchéquie en février 2020. Le premier des deux matchs se termine sur une victoire française (6-3) puis le second, sur une victoire tchèque (2-1).
Il participe à l'UMAG Nations Cup qui a lieu en Croatie du 25 au 27 septembre 2021 et qui voit sa sélection remporter le tournoi en s'imposant face à la Slovénie (6-2) et la Slovaquie (5-4). Bencherif s'offre trois buts lors de ce tournoi : un doublé contre la Slovénie et un but contre la Slovaquie.
En décembre 2021, il remporte avec la sélection le tournoi Escaut Winter Cup organisé par le district de l'Escaut. Les Français se sont imposés face au Slovaques en demi-finale (4-2 après prolongations) puis en finale face aux Slovènes (4-3 après prolongations).

#### France -23 ans
Dans la continuité de sa carrière internationale, Amine Bencherif est sélectionné en octobre 2022 pour participer à un tournoi international en Croatie UMAG Cup. Lors de ce tournoi, la France termine deuxième derrière les États-Unis.
Il participe à une double confrontation amicale contre le Japon dans le Val-d'Oise où France essuie deux défaites (4-3 puis 6-1).
Bencherif est convoqué pour participer à une double confrontation amicale les 28 février et 1er mars 2023 à Rabat. La France s'incline lors des deux rencontres (6-1 puis 7-4).
Ce sont les derniers matchs d'Amine Bencherif disputés sous le maillot tricolore.

#### Équipe d'Algérie Futsal
Amine Bencherif décide de changer de nationalité sportive pour opter finalement pour l'Algérie. Il est convoqué par Nordine Benamrouche pour prendre part à la Coupe arabe futsal 2023 à Djeddah en Arabie saoudite.
Il honore sa première sélection le 6 juin 2023 en entrant en jeu contre l'Arabie saoudite dans un match qui se solde par un nul (4-4).
Deux jours plus tard lors de la deuxième journée de la compétition, il inscrit son premier but international contre la Libye et contribue à la victoire de l'Algérie (3-2). Le match suivant contre le Tadjikistan, il offre une passe décisive à Sofian Medjahed (Résultat : 2-2). Il récupère par ailleurs le brassard de capitaine pour la première fois. Le 13 juin 2023 en quart de finale contre l'Irak, il se distingue en inscrivant les deux buts du match qui qualifient l'Algérie au tour suivant. Mais l'Algérie échoue aux portes de la finale face au Koweït (3-2 avec un but de Bencherif).
Durant le mois de décembre de la même année, la sélection reçoit la République dominicaine pour deux matchs amicaux à Alger. Les Algériens remportent les deux rencontres (8-2 puis 5-2). Bencherif inscrit un but lors de la première manche et un doublé lors de la deuxième.
Amine Bencherif est de nouveau sélectionné pour disputer les qualifications à la CAN futsal 2024 face à la Libye en février. Mais les Algériens échouent, manquant de peu la qualification. Après avoir décroché le match nul sur le score de 4-4 en Libye, l'Algérie s'incline au match retour à Alger à la dernière minute sur le score de 2-1. Bencherif participe aux deux rencontres.

## Statistiques

### Statistiques détaillées en club
| Saison                | Club                  | Championnat           | Championnat | Championnat | Coupe(s) nationale(s) | Coupe(s) nationale(s) | Autres compétitions | Autres compétitions | Autres compétitions | Total | Total |
| Saison                | Club                  | Division              | M.          | B.          | M.                    | B.                    | Comp.               | M.                  | B.                  | M.    | B.    |
| 2017-2018             | Futsal Vaulx          | Régional 1            | -           | 10          | 2                     | 0                     | CR                  | 0                   | 0                   | 2     | 10    |
| Sous-total            | Sous-total            | Sous-total            | -           | 10          | 2                     | 0                     | -                   | 0                   | 0                   | 2     | 10    |
| 2018-2019             | FS Mont d'or          | Régional 1            | 15          | 4           | 2                     | 1                     | CR                  | 4                   | 3                   | 21    | 8     |
| 2019-2020             | FS Mont d'or          | Régional 1            | 15          | 25          | 1                     | 1                     | CR                  | 2                   | 4                   | 18    | 30    |
| 2021-2022             | GOAL futsal           | R1 + Barrages         | 12+2        | 13+3        | 4                     | 3                     | CR                  | 3                   | 2                   | 21    | 21    |
| 2022-2023             | GOAL futsal           | Division 2            | 14          | 13          | 2                     | 1                     | -                   | -                   | -                   | 16    | 14    |
| 2023-2024             | GOAL futsal           | Division 1            | 17          | 13          | 1                     | 0                     | -                   | -                   | -                   | 18    | 13    |
| 2023-2024             | GOAL futsal           | Régional 1            | 1           | 1           | -                     | -                     | CR                  | 1                   | 1                   | 2     | 2     |
| Sous-total            | Sous-total            | Sous-total            | 76          | 71          | 10                    | 6                     | -                   | 10                  | 10                  | 96    | 87    |
| 2024-2025             | FC Vaulx              | Régional 1            | 19          | 29          | 1                     | 1                     | CR                  | 0                   | 0                   | 20    | 30    |
| 2025-2026             | La Cuatro             | Régional 1            | 0           | 0           | 0                     | 0                     | CR                  | 0                   | 0                   | 0     | 0     |
| Total sur la carrière | Total sur la carrière | Total sur la carrière | 95          | 111         | 13                    | 7                     | -                   | 10                  | 10                  | 118   | 128   |

### En sélection
Le tableau suivant liste les rencontres de l'équipe d'Algérie auxquelles Amine Bencherif a pris part depuis le 6 juin 2023 :

## Palmarès

### En club
GOAL futsal
- Championnat D2 futsal
  - Champion (Poule B) : 2022-23
- Régional 1 futsal Auvergne-Rhône-Alpes
  - Champion : 2021-22
- Coupe régionale Auvergne-Rhône-Alpes
  - Vainqueur : 2021-22
  - Panam all starz campion de France de King league

### En sélection
Équipe de France -21 ans
- Vainqueur de l'UMAG Nations Cup 2021
- Vainqueur du tournoi Escaut Winter Cup 2021

 Équipe de France -23 ans
- 2e place à l'UMAG Cup 2022